# Deep End Freestyle
Deep End Freestyle è un singolo del rapper statunitense Sleepy Hallow e della cantautrice statunitense Fousheé, pubblicato il 3 aprile 2020 come primo estratto dal secondo album in studio del primo Sleepy Hallow Presents: Sleepy for President.

## Descrizione
Il brano ha iniziato a riscuotere popolarità grazie a TikTok. Fousheé ne ha successivamente inciso una versione propria intitolata Deep End.

## Video musicale
Il video, diretto da Nimi Hindrix, è stato reso disponibile il 3 aprile 2020 in concomitanza con l'uscita del singolo.

## Tracce
Testi e musiche di Tegan Chambers, Jeremy Soto, Johnathan Scott e Karel Jorge.
1. Deep End Freestyle – 1:55

## Classifiche
| Classifica (2020) | Posizione massima |
| ----------------- | ----------------- |
| Canada            | 69                |
| Grecia            | 54                |
| Irlanda           | 66                |
| Lituania          | 56                |
| Regno Unito       | 93                |
| Stati Uniti       | 80                |